# Turismo sexual infantil
Turismo sexual infantil se trata del turismo con fines de prostitución infantil, que constituye abuso sexual infantil facilitado comercialmente. La definición de niño en la Convención sobre los Derechos del Niño es "todo ser humano menor de 18 años". El turismo sexual infantil tiene consecuencias tanto mentales como físicas para los niños explotados, que pueden incluir infecciones de transmisión sexual (incluido el VIH/sida), drogadicción, embarazo, desnutrición, ostracismo social y muerte, según el Departamento de Estado de Estados Unidos. El turismo sexual infantil, parte de la multimillonaria industria mundial del turismo sexual, es una forma de prostitución infantil dentro del problema más amplio de la explotación sexual comercial infantil. El turismo sexual infantil victimiza a aproximadamente dos millones de niños en todo el mundo. Los niños que ejercen la prostitución en este tipo de turismo a menudo han sido engañados o secuestrados para convertirlos en esclavos sexuales.
Los usuarios de menores con fines comerciales y sexuales pueden clasificarse según su motivación. Si bien los pedófilos se asocian popularmente con el turismo sexual infantil, no constituyen la mayoría de los usuarios. Existen dos tipos de agresores: los abusadores preferenciales, que prefieren específicamente a los menores, ya sea porque buscan establecer una relación con ellos o porque perciben un menor riesgo de contraer infecciones de transmisión sexual; y los usuarios situacionales, que no buscan activamente menores, pero para quienes el acto en sí es oportunista. En el caso de los usuarios situacionales, puede que no se preocupen por verificar la edad de una prostituta antes de tener relaciones sexuales.
Los delincuentes sexuales infantiles que viajan pueden usar internet para planificar sus viajes, buscando e intercambiando información sobre oportunidades para el turismo sexual infantil y dónde se encuentran los niños más vulnerables, generalmente en zonas de bajos ingresos. Varios gobiernos han promulgado leyes que permiten el enjuiciamiento de sus ciudadanos por abuso sexual infantil cometido fuera de su país de origen. Sin embargo, si bien las leyes contra el turismo sexual infantil pueden disuadir a los delincuentes circunstanciales que pueden actuar impulsivamente, los pedófilos que viajan específicamente con el propósito de explotar a menores no son fáciles de disuadir.

## Fondo
El turismo sexual infantil ha estado estrechamente vinculado a la pobreza, los conflictos armados, la rápida industrialización y el explosivo crecimiento demográfico. En América Latina y el Sudeste Asiático, por ejemplo, los niños de la calle suelen recurrir a la prostitución como último recurso. Además, los niños vulnerables son blancos fáciles de la explotación por parte de los traficantes. Sudáfrica, Estados Unidos, Tailandia, Camboya, India, Nepal, República Dominicana, Kenia y Marruecos han sido identificados como los principales focos de explotación sexual infantil. Además, se ha descubierto que las edades de las víctimas infantiles en Camboya, Myanmar, Filipinas y Tailandia oscilan entre los 6 y los 11 años, seguidas de los 12 a los 15 años, y de los 15 a los 17.
En 2012, el Relator Especial sobre la venta de niños, la prostitución infantil y la utilización de niños en la pornografía informó: «Los países de origen de los turistas sexuales internacionales que utilizan niños varían según las regiones, pero se suele reconocer que la demanda proviene de los países industrializados, incluidos los países más ricos de Europa, América del Norte, la Federación de Rusia, Japón, Australia y Nueva Zelanda. Los australianos, por ejemplo, han sido identificados como el grupo más numeroso de turistas sexuales procesados en Tailandia (31 % del total). De los 146 casos investigados por Action Pour Les Enfants (APLE) en Camboya entre 2003 y abril de 2012, 32 eran estadounidenses, 24 franceses y 20 vietnamitas. En las regiones costeras de Kenia, por ejemplo, el 30 % eran residentes y el 70 % de los abusadores eran extranjeros: italianos (18 %), alemanes (14 %), suizos (12 %), y los turistas procedentes de Uganda y la República Unida de Tanzanía ocupan el quinto y sexto lugar en la lista. En Costa Rica, según la información disponible, entre 1999 y En 2005, la Unidad de Explotación Infantil detuvo a un total de 74 personas bajo sospecha de explotación sexual comercial infantil. De los detenidos, 56 eran costarricenses y 18 extranjeros.